# ポーリン・モラン
ポーリン・モラン（Pauline Moran、1947年 - ）はイギリスの女優、司会者、占星術師。
1989年から2013年まで放送されたイギリスのテレビドラマ『名探偵ポワロ』のミス・レモン役を務めていた。

## 人物
演劇の訓練はロンドンのナショナル・ユース・シアターならびに王立演劇学校をふくめ、いくつかの学校で受ける。1987年から占星術師として顧客の相談に乗っている。演劇界の振り出しは舞台であり、映画は「The Good Soldier」（1981年）、「The Woman in Black」（1989年）、「Byron」（2003年）、「A Little Chaos」（2014年）ほかに出演する。1983年にBBCテレビのドラマシリーズ「クレオパトラたち」（英語版）で#ベレニケ3世役を得た。
1965年から1970年前後に女性バンドThe She Trinity（英語）でベースを担当した。

## 出演歴
公開年、監督名、作品名：役名（出演回数）の順に紹介する。

### 劇場版映画
- 2014年 アラン・リックマン A Little Chaos

### テレビ

#### テレビドラマ
- 1981年 ケビン・ビリントン（英語版）The Good Soldier：メイジー・メイデン
- 1981年 コリン・グレッグ（en）The Trespasser：ヘレナ
- 1989年 エルベール・ウィス（英語版）La Dame en Noir：黒衣の女
- 2003年 ジュアリアン・ファリノ（英語版）Byron：カーテン夫人

#### 連続ドラマ
- 1976年 : ITVプレー : ヘレン（1話・体験型番組）
- 1977年 : Romance （フランス語版） : ジプシー女性（1話）
- 1977年 : Nicholas Nickleby （ミニシリーズ） : ぺトーカー（2話）
- 1977年 : Supernatural（英語版）（ミニシリーズ） : メアリー（1話）
- 1979年 : Crown Court（英語版） : キャロル・ギブス（1話）
- 1981年 : ITV Playhouse（英語版） : レスリー・ハッチンソン（1話）
- 1982年 : Five-Minute Films : 教師（1話）
- 1983年 : The Cleopatras（英語版） （ミニシリーズ） ベレニケ3世 （2話）
- 1984年 : The Prisoner of Zenda（英語版）（ミニシリーズ） : アントワネット・モーバン
- 1988年 : ジム・ヘンソンのストーリーテラー（ミニシリーズ） : 妃（第1期第4話）
- 1989年 : Shadow of the Noose （ミニシリーズ） : ルビー・レイ（1話）
- 1989年-2002年、2013年 : エルキュール・ポアロ : ミス・レモン（英語版）（32話）
- 1995年 : Bugs（英語版） : ジュリエット・ブロディ（1話・犯罪捜査）